# Be–2500
A Be–2500 Nyeptun (orosz betűkkel: Бе–2500 Нептун) egy nehéz teherszállító vízi repülőgép terve, amelyet az orosz Berijev-tervezőirodában dolgoztak ki. A maximális felszálló tömege 2500 tonna lenne, és ez lenne a legnagyobb repülőgép, amit valaha is megépítettek. Ha elkészülne, a tömege négyszerese lenne a világ legnagyobb repülőgépének, az An–225-nek.

## Története
A repülőgép koncepcióját az 1980-as években dolgozta ki a Berijev tervezőiroda, együttműködve a CAGI és a CIAM szakembereivel. A tervnek két változata készült el, ezek a hajtóművek elrendezésében és a sárkényszerkezet geometriai kialakításában is különböznek. Kezdetben az NK–116-os hajtómű beépítését tervezték, de felmerültek külföldi hajtóművek is, így a Rolls-Royce Trent 800-as és a General Electric GE-es is. A gép – a korábbi VVA–14-es koncepcióját felelevenítve – nagy magasságban repülőgépként, a felszín (tenger) közelében határfelület-repülőgépként működött volna. Az NK–116-os terveit a szamarai Kuznyecov tervezőiroda 1994-re dolgozta ki. A Berijev a tervek szerint a repülőgép fejlesztésében külföldi partnererekkel is együttműködne, beleértve a finanszírozási kérdéseket is. A becslések szerint a fejlesztési program költségei elérhetik a 10–15 milliárd dollárt.
A vállalat azt állítja, hogy az ilyen légi jármű úgy működne mint egy "repülő hajó" amely versenybe szállna a tengeri hajózással és légi szállítási ágazatokkal, és könnyen integrálható lenne a meglévő infrastruktúrába.

## Műszaki adatok[3]

### Általános jellemzők
- Személyzet: 2 fő

### Geometriai méretek és tömegadatok
- Hossz: 123 m
- Fesztáv: 156 m
- Magasság: 29,12 m
- Szárnyfelület: 3428 m²
- Üres tömeg: 1 500 000 kg
- Legnagyobb felszálló tömeg: 2 500 000 kg

### Hajtóművek
- Hajtóművek száma: 6 db
- Típusa: Kuznyecov NK–116 turbóventilátoros gázturbinás sugárhajtómű
- Maximális tolóerő:

### Repülési jellemzők
- Legnagyobb sebesség: 800 km/h (10 000 méteren)
- Talaj- és vízközelben: 450 km/h (határfelület-repülőgépként)
- Hatótávolság:
  - 10 000 méteren: 17 000 km
  - Talaj- és vízfelszín közelében: 10 700 km (határfelület-repülőgépként)
- Szárny felületi terhelése: 730 kg/m²
- Minimális tolóerő–tömeg arány: 0,025

## Lásd még
Hasonló repülőgépek 
- Határfelület-repülőgép
- Boeing Pelican